# Djedina Rijeka
Djedina Rijeka falu Horvátországban, Pozsega-Szlavónia megyében. Közigazgatásilag Cseglényhez tartozik.

## Fekvése
Pozsegától légvonalban 21, közúton 26 km-re keletre, községközpontjától  légvonalban 5, közúton 10 km-re délnyugatra, a Dilj-hegység területén, a Pozsegát Diakovárral összekötő 38-as számú főút mentén fekszik.

## Története
A „Krčavina” és „Močarnica” régészeti lelőhelyen talált paleolitikumi és mezolitikumi leletek tanúsága szerint területe már az őskorban lakott volt. A „Meranac” nevű lelőhelyen történelen előtti település maradványait találták meg, de ókori és kora középkori régészeti lelőhely is található a területén.
Djedina Reka már a középkorban is létezett. Első írásos említése 1312-ben „Dednareka” alakban történt. Az 1332 és 1335 között kelt pápai tizedjegyzék három alkalommal is említi „Dynnareke” papját. 1336-ban „Dedinareka”, 1454-ben „Dedynareka” néven említik. Plébániáját 1464-ben említik.
Lakói kisnemesi családok jobbágyai voltak. Ismert birtokosai 1312-ben Nicolas de Hanua, 1336-ban Aba Demeter, 1471-ben Dedinai István, akitől 1483-ban Márk nevű fia örökölte. Utolsó középkori birtokosai Dedinai Gergely és Grapszki Ferenc voltak. A térséget 1536 körül foglalta el a török és több, mint 150 évig török uralom alatt volt. A falu az 1545-ös török defterben 23 portával szerepel. Lakói kezdetben katolikusok, majd muzulmán hitre tért horvátok voltak. A muzulmán lakosság a felszabadító harcok elől Boszniába távozott. A térség 1687-ben szabadult fel a török uralom alól. 1698-ban „Dedina Reka” néven lakosság nélkül szerepel a török uralom alól felszabadított települések összeírásában.
 1700 körül a kihalt faluba öt család települt. A Dragičević és Radičvić családok Latinovacról, a Bilčanin család Bilácsról, a Berić és Tičić családok Rusevóról érkeztek. Melléjük később Boszniából és több környékbeli faluból érkezett horvát katolikusok települtek. 1730-ban 9, 1746-ban 15 ház állt a településen.
Az első katonai felmérés térképén „Dorf Didina Rieka” néven található. Lipszky János 1808-ban Budán kiadott repertóriumában „Dedinareka” néven szerepel. 
Nagy Lajos 1829-ben kiadott művében „Dedinareka” néven 36 házzal, 287 katolikus vallású lakossal találjuk.
1857-ben 192, 1910-ben 313 lakosa volt a településnek. Az 1910-es népszámlálás szerint lakosságának 72%-a horvát, 27%-a cseh anyanyelvű volt. Pozsega vármegye Pozsegai járásának része volt. Az első világháború után 1918-ban az új szerb-horvát-szlovén állam, majd később (1929-ben) Jugoszlávia része lett. 1991-től a független Horvátországhoz tartozik. 1991-ben lakosságának 99%-a horvát nemzetiségű volt. 2011-ben a településnek 129 lakosa volt. Közösségi háza van.

## Lakossága
| Lakosság változása | Lakosság változása | Lakosság változása | Lakosság változása | Lakosság változása | Lakosság változása | Lakosság változása | Lakosság változása | Lakosság változása | Lakosság változása | Lakosság változása | Lakosság változása | Lakosság változása | Lakosság változása | Lakosság változása | Lakosság változása |
| ------------------ | ------------------ | ------------------ | ------------------ | ------------------ | ------------------ | ------------------ | ------------------ | ------------------ | ------------------ | ------------------ | ------------------ | ------------------ | ------------------ | ------------------ | ------------------ |
| 1857               | 1869               | 1880               | 1890               | 1900               | 1910               | 1921               | 1931               | 1948               | 1953               | 1961               | 1971               | 1981               | 1991               | 2001               | 2011               |
| 192                | 203                | 183                | 258                | 286                | 313                | 312                | 334                | 318                | 327                | 332                | 272                | 209                | 165                | 165                | 129                |

## Nevezetességei
Szent Mihály tiszteletére szentelt római katolikus kápolnája.

## Oktatás
A településen a cseglényi elemi iskola területi iskolája működik.